# Sangirhoningzuiger
De sangirhoningzuiger (Aethopyga duyvenbodei) is een zangvogel uit de familie Nectariniidae (honingzuigers). De vogel is beschreven door Hermann Schlegel die de soort vernoemde naar de handelaar en verzamelaar Maarten Dirk van Renesse van Duivenbode (1804-1878) op Ternate. Deze honingzuiger is een bedreigde, endemische vogelsoort op de  Sangihe-eilanden (Noord-Sulawesi).

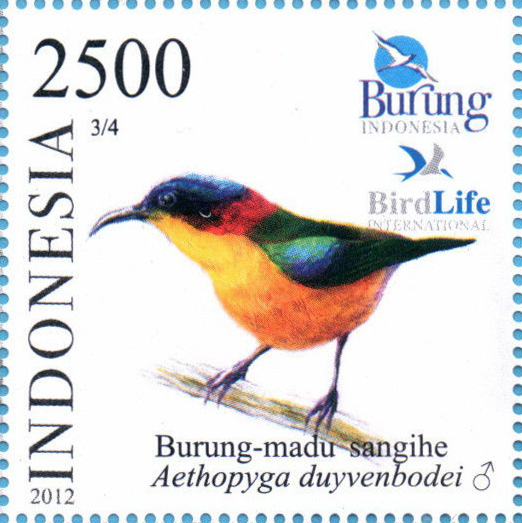
Indonesische postzegel met afbeelding

## Kenmerken
De vogel is gemiddeld 12 cm lang, het is een helder gekleurde honingzuiger. Het mannetje is donker violetkleurig rond het oog en het oor, de kruin is groenblauw met een metaalglans. De bovenvleugeldekveren en de bovenstaartdekveren zijn licht okerkleurig tot olijfbruin. De stuit is geel evenals de borst en buik. Het vrouwtje is veel doffer gekleurd, geel olijfkleurig van boven met een gele stuit en helemaal geel van onder. Verwarring met de bruinkeelhoningzuiger (Anthreptes malacensis) is mogelijk, maar die mist de duidelijke gele stuit.

## Verspreiding en leefgebied
Deze soort komt voor op Sangihe Besar en er zijn na 2000 waarnemingen gedaan op Siau. Het leefgebied bestaat uit ongerept regenwoud, bosranden en aangrenzend gebied met struikgewas en plantages tussen de 75 en 1000 m boven zeeniveau.

## Status
De sangirhoningzuiger heeft een beperkt verspreidingsgebied en daardoor is de kans op uitsterven aanwezig. De grootte van de populatie werd in 2016 door BirdLife International geschat op 13 tot 29 duizend volwassen individuen. Het leefgebied wordt aangetast door ontbossing. Ongerept regenwoud is terug gebracht tot een paar restanten. Het oorspronkelijke bos wordt omgezet in gebied voor agrarisch gebruik en menselijke bewoning. Om deze redenen staat deze soort als bedreigd op de Rode Lijst van de IUCN.